# Eddie Henderson
Eddie Henderson (ur. 26 października 1940 w Nowym Jorku) – amerykański trębacz jazzowy, kompozytor.
Grał z sekstetem Herbiego Hancocka, a w latach 1970–1973. Później z Art Blakey's Jazz Messengers, koncertował z Mikiem Nockiem oraz Charlesem Earlandem. Zainteresowany jazz-rockiem w latach 70. nagał płytę w tym stylu. Jeden z utworów był (1977) wprowadzony na listy przebojów albumu "Comin' Through" ze szlagierem "Prance On". Grywał z Richardem Davisem (od 1977 r.), Stanleyem Cowellem (1977–1978), Pharoahem Sandersem (1981) oraz w latach 90. z Groverem Washingtonem.
W 2001 roku nagrał płytę (wraz z Eddem Schullerem na kontrabasie) Leszek Kułakowski "Baltic Wind". W 2008 roku ukazała się z kolei płyta nagrana z Tomkiem Grochotem i jego kwintetem (Tomek Grochot Quintet), zatytułowana "My Stories".
Henderson współpracował z wieloma polskimi muzykami jazzowymi, m.in. z Piotrem Baronem, Andrzejem Cudzichem oraz Jarkiem Śmietaną.